# U-47 (1938년)

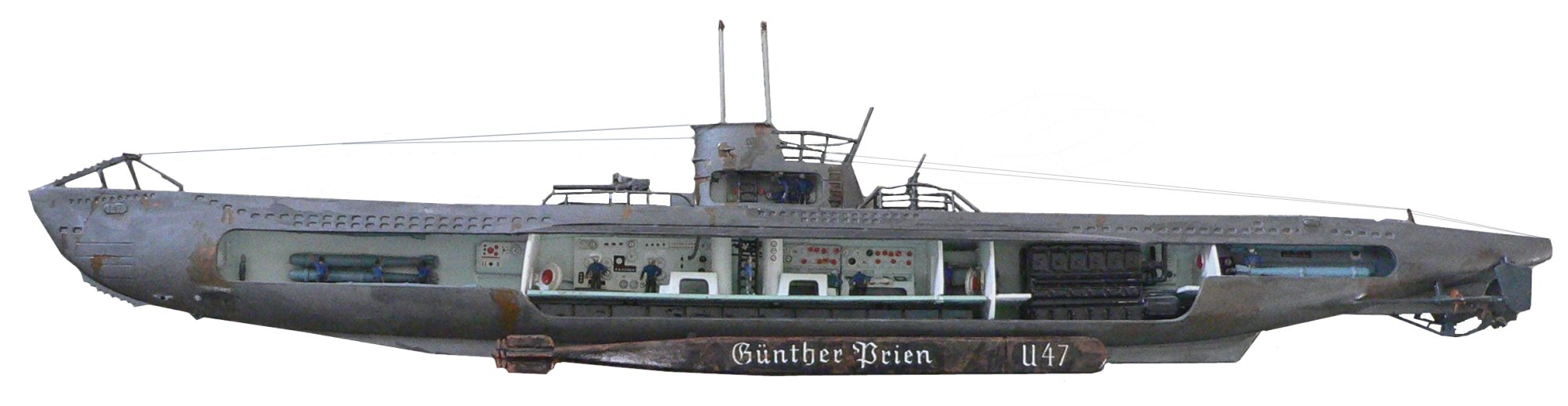

U-47은 제2차 세계 대전 중 활약한 독일 해군의 유보트(U-Boat)이다. 독일 해군 잠수함 에이스 귄터 프린이 함장이었고, 스캐퍼플로우 기습 공격으로 HMS 로열 오크를 본거지에서 격침시키는 대담함으로 독일과 영국을 놀라게 했으나, 1941년 3월 격침되었다.
| 함번호    | U-47 |
| 보트 타입 | VII B형 |
| 진수일    | 1937년 2월 27일, 키일 |
| 실전배치  | 1938년 12월 17일 |
| 역대 함장 | 1938년 12월 - 1941년 3월 : 귄터 프린 소령 |
| 전투 경력 | - 1938년 12월 17일 - 1939년 8월 31일, 7전단(7. Flottille) - 1939년 9월 1일 - 1939년 12월 31일, 7전단(7. Flottile) - 1940년 1월 1일 - 1941년 3월 7일, 7전단(7. Flottile) |
| 작전 성과 | - 31척 격침(191.918t) - 8척 피해(63.282t) |
| 운명      | 1941년 3월 7일, Rockall Banks 주변 북대서양에서 침몰하였으며, 승무원 45명 전원 사망함.                                                                                  |

## 스캐퍼플로우 기습 공격
U-47은 2차대전 당시 유보트 에이스인 귄터 프린 함장의 지휘 하에 영국 해군의 군항인 스캐퍼플로우를 습격, 영국 전함 HMS 로얄 오크를 격침시켜 영국과 독일을 모두 놀라게 했다. 이 작전 성공 이후 칼 되니츠 제독은 히틀러로부터 그동안 잠수함대의 발목을 잡았던 족쇄를 모두 해제한다는 선물을 받게 된다. 실상 되니츠가 귄터 프린으로 하여금 스캐퍼플로우를 기습하게 한 진짜 목적이 달성된 것이다.

## 격침 상세 현황
U-47의 격침으로 확인된 함선의 목록이다.

### 전투함
- 애런도라 스타
- HMS 로열 오크

### 수송선
- 밸모럴우드 - 호송선단 HX48
- 콘치' - 호송선단 HX90
- 엘름뱅크 - 호송선단 HX72
- 라 에스탄샤 - 호송선단 HX79
- Shirak - 호송선단 HX79
- 완드비 - 호송선단 HX79
- 휘트포드 포인트 - 호송선단 HX79
- 빌더디크(Bilderdijk)' - 호송선단 HX79

## 운명
1941년 3월 7일, U-47은 실종되었고, 오랫동안 영국 구축함 울버린 호가 아일랜드 서쪽 해상에서 U-47을 격침한 것으로 알려져 왔다. 그러나, 당시 울버린은 다른 유보트인 U-A를 공격하고 있었다(U-A는 원래 터키 해군을 위해 건조하던 것을 제2차 세계 대전이 발발하자 독일 해군이 징발하여 사용한 잠수함이다). U-47과 45명의 승무원들에게 일어났던 일에 대한 어떤 기록이나 증거도 발견되지 않았고, 기뢰나 기계 결함 등을 포함해서 가능한 다양한 어떤 이유도 명확하게 설명하지 못하고 있다. 영국국 코르벳함 HMS 카멜리아 (K31)와 HMS 애버투스 (K86)의 협동공격에 의한 격침도 확실하지는 않다.